# 新科娘
新科娘，又称新科动漫娘、Bling、心萪，是中央广播电视总台中央新影新科动漫频道官方的萌擬人化形象，也是中央广播电视总台旗下的虚拟UP主。该形象设定最早发布于2013年3月8日，并于2019年8、9月转型成为虚拟UP主，主要在哔哩哔哩活跃。
2021年12月25日，新科动漫官方在B站宣布停止更新。

## 历史
中央广播电视总台中央新影新科动漫频道是隶属于中央广播电视总台的专业付费电视频道，由中视新科动漫股份有限公司全权运营，主要播出动漫内容。该频道于2008年3月24日获批准设立，于11月28日正式开播。
2013年3月8日，经过5个月的企划后，新科动漫频道通过在新浪微博上发布条漫，发布了频道拟人形象“新科娘”。发布当天微博转发量过万，粉丝数增加6000余人。据其官网介绍，新科娘是“CCTV新科动漫ACG方向的代言人”、“栏目的主持人、吉祥物”、“频道官方微博管理员”。刚开始的新科娘穿着红底白条的中学校服，佩戴有红领巾和五道杠，手里拿着一个水表。同时，新科动漫还同Acfun、bilibili合作推出自制视频系列《次元爱次方》，该节目定位受众为二次元观众群体，新科娘成为了节目主持人。新科动漫也同一些企业协作推出相关周边商品。2013年7月，新科动漫和上海漫风网络科技有限公司合作出品游戏《逆时空OL》，里面包含有新科娘的角色。
2019年7月26日，CCTV新科动漫的哔哩哔哩账号时隔将近5年重新开始活跃。8月6日，该账户宣布开通“新科娘Official”账号。8日，CCTV新科动漫账号宣布和Lucca事务所合作开发七头身新科娘形象的消息，后者是一个负责开发虚拟UP主的事务所。9月1日，宣布正式转生，新科娘成为一名虚拟YouTuber。9月5日，因“接上级要求”，频道暂停更新，当日之前的所有有关视频被删。随后运营团队删除了形象中的校服、红领巾、五道杠和水表等元素，两天后的9月7日整改完成。此举也使她被网友戏称为“史上最惨的虚拟偶像”。
2019年9月19日後，新科娘的在2個月内沒有新消息釋出。11月15日，CCTV新科動漫的微博發出官方聲明宣佈由於“中之人”（幕后配音演员）學業原因，新科孃中之人將會更換。
2019年11月27日，新科娘嗶哩嗶哩賬號再次發佈動態，提供了新的人物設定信息以及預告視頻。
2020年1月23日，新科娘哔哩哔哩动态称，由于新科娘的第三位“中之人”涉嫌学历造假等恶劣事件，再次暂缓新科娘企划；2月10日，新科娘在哔哩哔哩动态发布招聘信息，宣布开展中之人网络海选活动。
2020年3月27日，新科娘恢复直播。
2020年4月13日，新科娘角色歌《从XIN出发》个人单曲发布
2020年4月17日，举办了首场《从XIN出发》个人演唱会
2020年5月1日，新科娘官方账号公布新人物机萪和妙妙，其中机萪于5月9日开始在其个人账号上开始直播。另一位虚拟主播妙妙目前仅在心萪和机萪的直播中客串。
2020年9月6日，为庆祝新科娘出道一周年，当晚七点举办了3D个人演唱会。
2021年2月4日的小年夜火锅回中，出现了两位新人物“张桂花”和“雪花六出”
2021年2月8日，新科娘团队宣布第四位“中之人”将于2月9日毕业。
2021年3月7日，新科娘团队宣布关停企划，萝卜蘸酱·机萪也将于2021年3月28日毕业。
2021年3月28日，进行了萝卜蘸酱·机萪的告别直播，新科娘虚拟主播企划正式宣告结束。
2021年12月25日，新科动漫官方在B站宣布停止更新，并表示还会再见。
2022年1月30日22时，中央新影新科动漫频道正式停播。

## 人物形象
按照官方发布的设定，新科娘16岁，身高为159厘米，体重为47千克，生日3月8日。新版形象取消了中学校服，取而代之的是红色的短裙和白色过膝袜，短裙上有一个大熊猫玩偶，扎着双马尾。官方微博称，其头上的红色呆毛取材自当时CCTV台标中的红色“C”字母。她性格腹黑、蠢萌，有点病娇，也带了点细腻和温柔。
新科娘刚推出时，在“CCTV新科动漫”微博上发布了一幅与水表有关的条漫，之后“水表梗”便开始广为流传，新科娘手里拿着的水表甚至一度比新科娘还流行，有网友戏称“水表才是本体”。